# Brzyska (gmina)
Brzyska – gmina wiejska w województwie podkarpackim, w powiecie jasielskim. W latach 1975–1998 gmina położona była w województwie krośnieńskim.
Siedzibą gminy są Brzyska.

## Struktura powierzchni
Według danych z roku 2002 gmina Brzyska ma obszar 45,13 km², w tym:
- użytki rolne: 71%
- użytki leśne: 23%

Gmina stanowi 5,43% powierzchni powiatu.

## Demografia

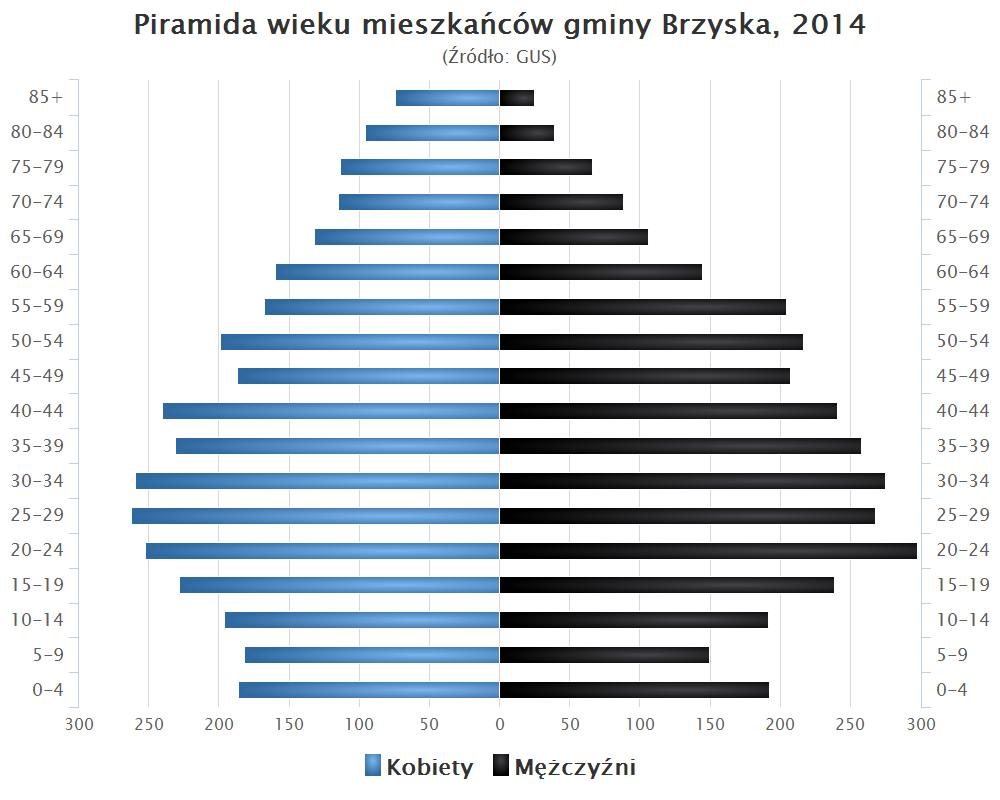
Piramida wieku mieszkańców gminy Brzyska w 2014 roku

Dane z 31.12.2017 roku
| Opis                              | Ogółem | Ogółem | Kobiety | Kobiety | Mężczyźni | Mężczyźni |
| --------------------------------- | ------ | ------ | ------- | ------- | --------- | --------- |
| jednostka                         | osób   | %      | osób    | %       | osób      | %         |
| populacja                         | 6 545  | 100    | 3 305   | 50,5    | 3 240     | 49,5      |
| gęstość zaludnienia (mieszk./km²) | 146    | 146    | 74      | 74      | 72        | 72        |

## Sołectwa
Błażkowa, Brzyska, Dąbrówka, Kłodawa, Lipnica Dolna, Ujazd, Wróblowa.

## Sąsiednie gminy
Brzostek, gmina Jasło, miasto Jasło, Jodłowa, Kołaczyce, Skołyszyn, Szerzyny.